# Miodrag Bulatović
Miodrag Bulatović (n. 20 februarie 1930, Bijelo Polje, Comuna Bijelo Polje, Muntenegru – d. 15 martie 1991, Igalo, Comuna Herceg Novi, Muntenegru) a fost un scriitor sârb.
A făcut strălucite studii de filosofie la Universitatea din Belgrad. Prima sa apariție în lumea literară iugoslavă a reprezentat-o nuvela Đavoli dolaze (Vin diavolii - 1956), pentru care a obținut Premiul Uniunii Scriitorilor din Serbia. 
În 1958 publică a doua culegere de nuvele: Vuk i zvono (Lupul și clopotul), iar în 1959 romanul "Crveni petao leti prema nebu" ("Cocoșul roșu zboară spre cer"), roman ce va dobândi, în scurtă vreme o faimă internațională și va fi tradus în mai mult de douăzeci de limbi. 
Urmează romanele Eroul pe măgar (1967) și Războiul a fost mai bun (1969). A scris și o piesă de teatru absurd: Godot a venit, iar în 1976, obține Premiul Criticii pentru romanul Oameni cu patru degete (1975). În 1977 obține pentru același roman premiul Bibliotecii Naționale “pentru cea mai citită carte din Republica Sârbă”. În același an publică culegrea Al cincilea deget, un roman-mozaic care conține cronici, portrete, reflecții. Așa cum ne spune și subtitlul (Despre aceia care n-au apărut în romanul Oameni cu patru degete) tematica, unele personaje și locuri sunt în strânsă legătură cu romanul precedent. 
Miodrag Bulatović moare în 1991, nu înainte însă da a dărui literaturii sârbe un nou roman: Gullo-Gullo, ce va fi publicat în 1983.

## Traduceri în limba română
- Cocoșul roșu zboară spre cer (Ed. Univers, București, 1978) - traducere de Dușan Petrovici